# 近衛兵 (スウェーデン王室)

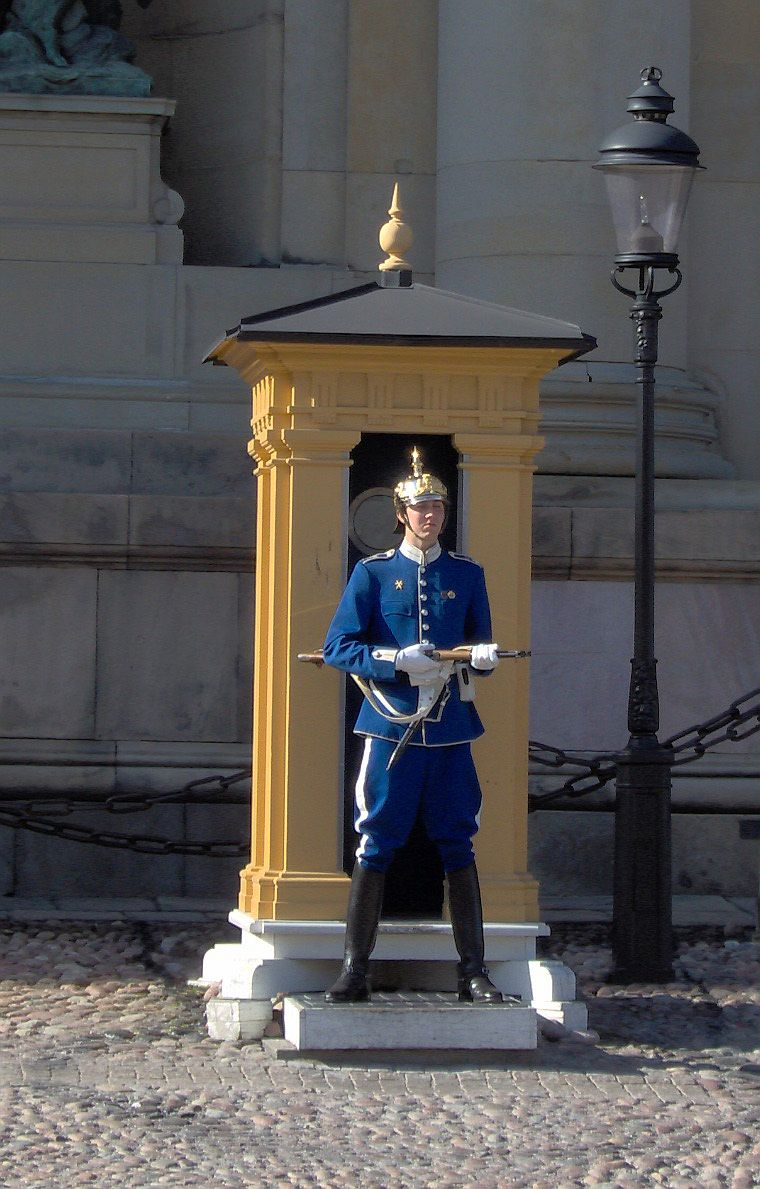
歩哨に立つ近衛竜騎兵

本記事ではスウェーデン王室の近衛兵（スウェーデン語: Högvakten）について説明する。

## 歴史
スウェーデンの近衛兵はヨーロッパの中でも古い歴史を持っている。その伝統はデンマーク（カルマル同盟）からスウェーデンを独立させたグスタフ1世が、共に蜂起した農民兵の中から自身を守るための兵士を選抜したのが始まりとされる。それ以来、スウェーデンの近衛兵はストックホルムに在り続けて王室と首都を守り、戦時には最有力な戦力として戦場に赴いた。近代的な警察機構が整うまでは、近衛兵はストックホルム全体の治安維持の役目も担った。

## 現代

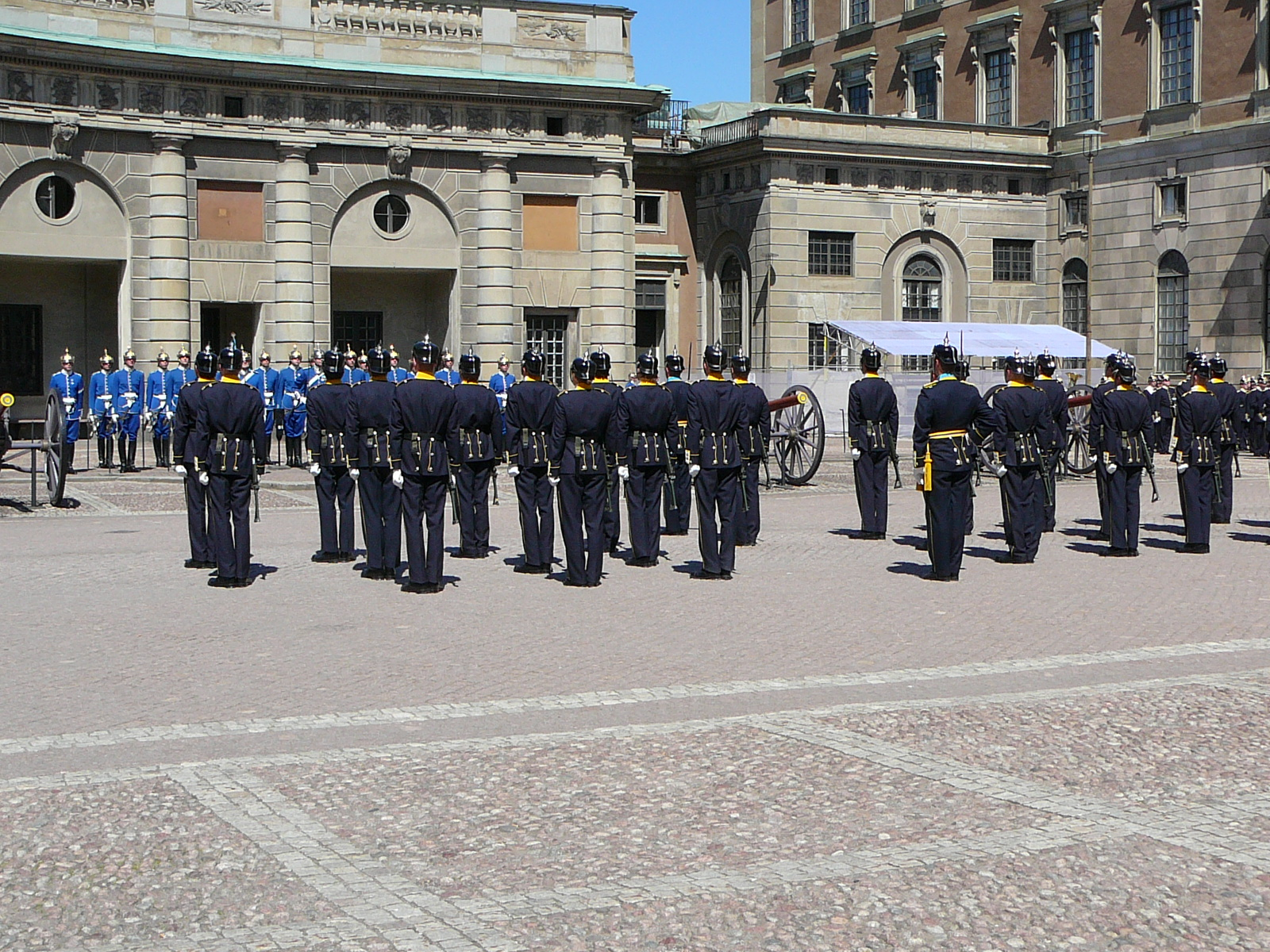
ストックホルム宮殿での交代式
手前が近衛歩兵、奥が近衛竜騎兵

戦後、近衛兵はスウェーデン軍三軍およびスウェーデン郷土防衛隊の部隊から分担して派遣された兵士によって構成されるようになった。彼らは全国各地から徴兵によって集まった若者であり、彼らがこのような役割を担うことは、彼らのみでなく国民にとっても、スウェーデン人の持つべき意識について良い効果をもたらしていると軍は考えている。
彼らは、こちらは永続的な部隊として存在している近衛連隊によって必要な訓練を受け、彼らとともに任務に就く。実質的な任務に従事する期間はわずか1週間ほどで、1年に累計約2000人もの兵士が入れ替わり立ち代わり近衛兵となる。

## 任務

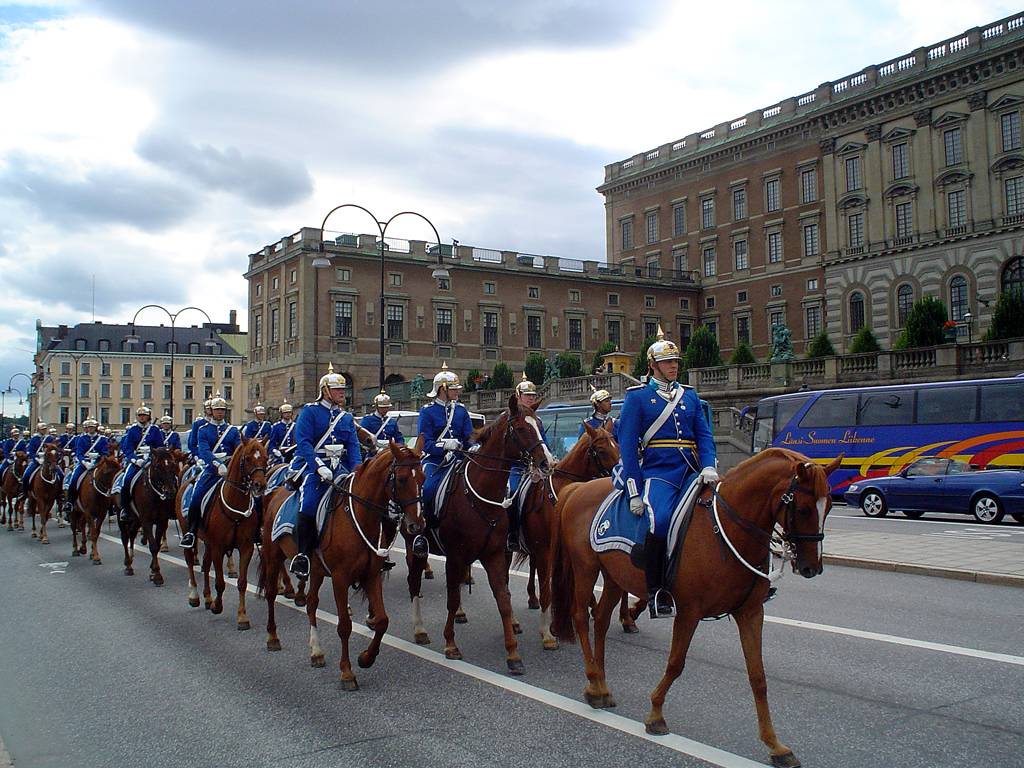
ストックホルム宮殿前を騎乗行進する近衛竜騎兵

近衛兵の任務は、スウェーデンの王室と、その宮殿を警備することである。具体的には、ストックホルム宮殿とドロットニングホルム宮殿に配置されている。ストックホルム宮殿で行われる交代式は当地を訪れる観光客の目当ての一つとなっており、多くの人々が集まる。近衛連隊も参加する。宮殿はかなりの範囲公開されており、その中でも警備に立つ彼らを見ることができる。また、栄誉礼を行うほかに、諸種の国家行事にも参加する。国柄を反映して、女性がごく普通におり、その様子が他国と違う。
王族の護衛については、高いレベルの能力を要求されるような任務には、当然ながら彼らは就かない。スウェーデン国王は日本にもよく来訪するが、その際に目撃することのできる、随行している軍人はプロフェッショナルである。

## 課題

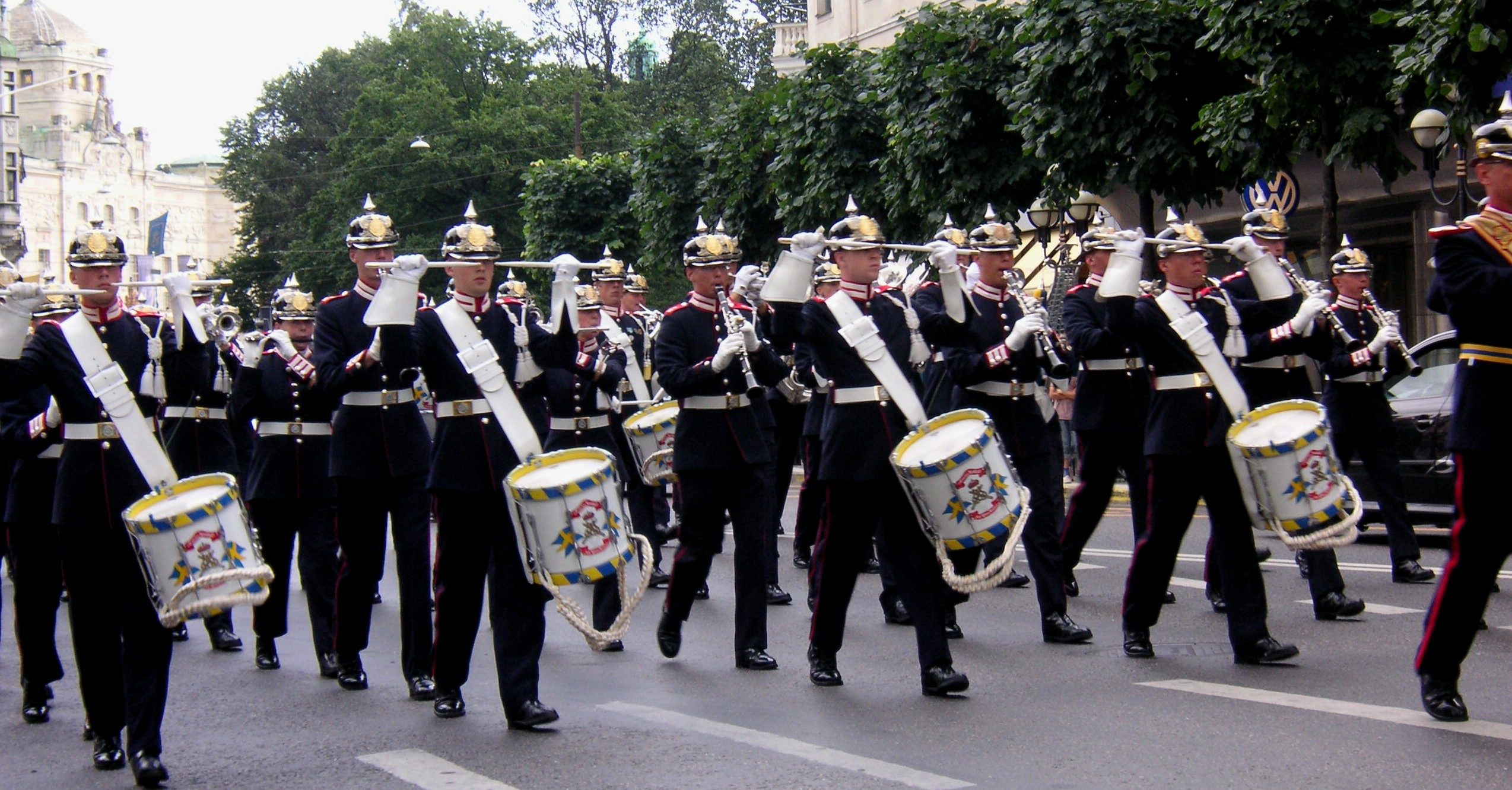
軍楽隊のパレード

近年スウェーデン軍は急速にその規模を縮小させられているにもかかわらず、海外派遣任務については変わらないか、むしろ増加しており、兵士の遣り繰りが困難になってきている。そのため、近衛兵のために人員を割かなければならない部隊の負担を縮小するため、徴兵を終えている者を再雇用して、近衛兵専属のパート兵士とする案が検討されている。との報道があった。

## 衛兵交代式
近衛兵の式典は、観光シーズンである6~8月については、毎日行っている。軍楽隊を伴ってストックホルムの街を行進してくる近衛兵が、王宮に着くとたっぷり30分はかけて交代する。